# عبد الله بن بجاد العتيبي
عبد الله بن بجاد العتيبي، (1971 -) هو كاتب سعودي مهتم بالشؤون السياسية والثقافية، وباحث في الحركات والتيارات الإسلامية.

## سيرة ذاتية
عبد الله بن بجاد بن زامل الرويس العتيبي
ولد في 10/ 1/ 1391هـ الموافق 8/ 3/ 1971م في قرية مصدة النجدية بالقرب من مدينة الدوادمي، ودرس السنوات الثلاث الأولى في قريته ثم انتقل مع أهله في عام 1980م للرياض حتى نهاية الثانوية، ثم أكمل الدراسة الجامعية فيما بعد.

## انضمامه للتيارات الدينية
في عام 1989م التحق بالتيار الديني المحلي في صورته السلفية التي تركّز على العلم الشرعي، وتتخذ مواقف متشددة إزاء الفن.
التحق عام 1991 م بالإخوان المسلمين إلى أن سجن في سجن الحائر عام 1992 م مع زميله مشاري الذايدي حتى خرج في 1994 م ، كان قبل السجن يمثل جناح الحمائم في الإخوان، وازداد ذلك في السجن حيث تنوعت قراءاته وبعد خروجه بدأ مراجعة علنية سببت بعض الانشقاق بين الإخوان.
هرب بسبب الملاحقة الأمنية بعد تفجير العليا إلى اليمن والأردن وبعض الدول العربية وهناك انفتح على قراءات متعددة في نقد التراث ومقاصد الشريعة.
عاد للسعودية بعد عامين بفكر مختلف تمامًا عن فكره السابق؛ بعدما أطلع على كتب العلمانية والحداثة والماركسية والقومية.

## شيوخه
درس عبد الله بن بجاد على أيدي عدد من المشايخ، كان أهمهم المحدث عبد الله بن عبد الرحمن السعد حيث لازم دروسه سنوات، والشيخ محمد الحسن الددو الشنقيطي، كما حضر لسنوات دروس الشيخ عبد العزيز بن باز، وبعضاً من دروس الشيخ عبد الله بن جبرين وعبد الله بن حسن بن قعود وغيرهم.

## مشاركاته بالصحافة والبحث
- يعمل مستشاراً للتحرير بمركز المسبار للدراسات والبحوث.[6]
- كتب في عدد من الصحف العربية كصحيفة الحياة وصحيفة الشرق الأوسط ومجلة المجلة وغيرها.
- كتب أسبوعيا لصفحة الرأي في جريدة الوطن السعودية ثم منع من الكتابة لمدة تتجاوز العامين.
- كتب في جريدة البلاد (السعودية) عمودا في الصفحة الأخيرة.
- كتب سلسلة مقالات في جريدة المحايد عنوانها «في نقد الخطاب السلفي».
- شارك في التحضير والتوقيع على عدد من بيانات المثقفين السعوديين.
- شارك في العديد من الندوات واللقاءات في الفضائيات العربية.
- دعي لعدد من المؤتمرات مثل المؤتمر الوطني للحوار، والمؤتمر العالمي حول موقف الإسلام من الإرهاب الذي تقيمه جامعة الإمام محمد بن سعود الإسلامية.
- عمل مديرا تنفيذيا لدار نشر أبحاث الفقه والتنمية ومديرا تنفيذيا لمركز الديوان للتدريب القانوني بالسعودية.

## المؤلفات
- (الإخوان المسلمون في الخليج) [بالاشتراك مع آخرين]. صدر عن مركز المسبار للدراسات والأبحاث عام 2011م.[7]
- (الخليج والربيع العربي: الدين والسياسة) [بالاشتراك مع آخرين]. صدر عن مركز المسبار للدراسات والأبحاث عام 2013م.[6]
- (ضد الربيع العربي). صدر عن دار مدارك عام 2017م.[8]